# Hagnicourt
 Hagnicourt  es una población y comuna francesa, en la región de Champaña-Ardenas, departamento de Ardenas, en el distrito de Rethel y cantón de Novion-Porcien.
Está integrada en la Communauté de communes des Crêtes Préardennaises.

## Demografía
| 79 | 82 | 69 | 72 | 59 | 64 |
| Para los censos de 1962 a 1999 la población legal corresponde a la población sin duplicidades (Fuente: INSEE [Consultar]) |    |    |    |    |    |